# Charles Johannot
Charles Isaac Johannot (* 31. August 1789 in Offenbach oder Frankfurt am Main; † 18. März 1824 in Paris) war ein französischer Kupferstecher.

## Familie
Johannot war ein Sohn des Seidenwirkers und Manufakteurs Matthieu François Johannot (1759–1838) und dessen Frau Anne-Marie-Elisabeth (geborene Geyss, 1764–1825). Der Vater war in Lyon ausgebildet worden und hatte in Offenbach eine eigene Fabrikation eröffnet. Sie entstammten einer Familie von Hugenotten, von denen einer der Vorfahren nach Deutschland eingewandert war, um dort die Herstellung von Deckelpapieren (französisch Papiers d’Annonay) einzuführen. Der Vater arbeitete zudem als Blumenmaler und hatte als erster damit begonnen den Steindruck von Noten in Offenburg zu besorgen. Die Geschäfte liefen jedoch nicht gut und so übersiedelte er 1806 nach Paris, um dort das lithografische Unternehmen des Friedrich André fortzuführen. Das Vermögen, das der Vorfahr mit der Herstellung von Luxuspapieren erwirtschaftet hatte, war durch die zahlreichen Nachkommen schnell aufgebraucht. Er wechselte noch mehrmals die Tätigkeit und ließ sich zuletzt nach 1817 verarmt mit seiner Tochter in Mannheim nieder. Er hatte mehrere Geschwister:
- Johann Jacob Johannot (20. Mai 1788–4. März 1816)
- Jeanne Françoise Johannot (6. Dezember 1791–11. Januar 1853)
- Ferdinand Johannot (6. Oktober 1795–16. Mai 1812), war Tiermaler, er starb in Hamburg an einer Typhuserkrankung.
- Charles Henry Alfred Johannot, Maler und Kupferstecher[4]
- Antoine „Tony“ Johannot, Maler und Kupferstecher[5]
- ein weiteres Kind verstarb früh.

## Leben
Johannot kam mit seinem Vater nach Paris, nachdem er eine gute Ausbildung genossen hatte. Im Haus der Eltern hatte er Schriftstellerinnen wie Germaine de Staël und Juliane von Krüdener getroffen und Johann Wolfgang von Goethe hatte ihn bei seinen Lesungen angeleitet. Er hatte ein Talent für Musik und die Zeichenkunst und hatte eine fundierte klassische Ausbildung erhalten. Er begann als Zeichner in einer Steindruckerei, die in den Jahren 1809 bis 1810 von dem Maler Guyot-Desmarais geleitet wurde und vermutlich aus dem vormaligen Unternehmen Andrés hervorgegangen war, das sein Vater vorübergehend übernommen hatte. Anschließend erlernte er das Kupferstechen, mit dem er seit 1818 die Familie ernährte, den Vater unterstützte, der keine Arbeit hatte und seinen Bruder Alfred in dieser Kunst unterrichtete, der ihm bald unterstützend zur Seite stand. Er war mit Antoinette Treboux verheiratet, die aus ihrer ersten Ehe einige Kinder mit in die Ehe brachte. Johannot wollte seinen Bruder Alfred bei sich behalten als der Vater nach Hamburg wechselte, doch dieser nahm die beiden jüngsten Söhne mit sich. 1817 war die Familie wieder vereint und lebte quasi ausschließlich von Johannots Arbeit. Sie ließen sich gemeinsam in Saint-Maur-des-Fossés in der Nähe von Paris nieder. Hier hatte ein Herr Noël eine Gravurfabrik gegründet. Die Familie hatte so ein Auskommen. Er starb, als er gerade damit beschäftigt war, eine Tafel zu dem Bild Tod des Trompeters (französisch Mort du Trompette) des Horace Vernet (1789–1863) anzufertigen, das er bereits signiert hatte. Der Schriftsteller Alexandre Dumas erwähnte die drei Brüder in seinen Memoiren.

## Werke (Auswahl)
- Prospekt der Anstalt von Guyot-Desmarais Im Mittelbild Dante Inferno Canto 5 nach John Flaxman, rechts unten signiert „C. Johannot fec.“
- 1813: Umrisse zum Leben der heiligen Genoveva von Brabant (12 Blätter)
- Vignetten für die Werke von Jean Nicolas Bouilly
- 1813: Vignetten für die Aminta von Torquato Tasso nach Zeichnungen von Alexandre-Joseph Desenne (1785–1827)[9]
- Vignetten für Paul et Virginie von Jacques-Henri Bernardin de Saint-Pierre nach Zeichnungen von Charles-Abraham Chasselat (1782–1843)[10]
- Les Orphelins[11] nach Ary Scheffer Les Orphelins (Scheffer)